# کاتلین ۳۷۵۴
سیارک ۳۷۵۴ (به انگلیسی: 3754 Kathleen، نامگذاری:1931FM) سه هزار و هفتصد و پنجاه و چهارمین سیارک کشف شده‌است که در ۱۶ مارس ۱۹۳۱ کشف شد.
قدر مطلق سیارک برابر ۱۰٫۰۰ است.